# Vallée de Sati
Sati Vallis
Pour les articles homonymes, voir Sati.
La vallée de Sati (désignation internationale : Sati Vallis) est une vallée située sur Vénus dans le quadrangle de Sif Mons. Elle a été nommée en référence à Sati, déesse égyptienne de l'eau.